# The Beatles' 1966 tour of Germany, Japan and the Philippines
O grupo de rock inglês The Beatles fez uma turnê pela Alemanha Ocidental, Japão e Filipinas entre 24 Junho e 4 Julho de 1966. Os treze shows constituíram a primeira etapa de uma turnê mundial que terminou com a última turnê da banda nos Estados Unidos, em agosto de 1966. Os shows na Alemanha Ocidental representaram um retorno ao país onde os Beatles se desenvolveram como grupo antes de alcançarem a fama em 1963. O voo de volta das Filipinas para a Inglaterra incluiu uma escala em Déli, Índia. Lá, os Beatles aproveitaram dois dias de passeios turísticos e compras de instrumentos musicais, sempre sob a atenção da imprensa e dos fãs locais.
Os concertos tiveram grande público, mas proporcionaram pouca realização artística à banda. O programa tinha o formato de pacote turístico típico dos anos 1960, com dois shows por dia, vários shows de apoio e um set dos Beatles com duração de cerca de 30 minutos. O repertório da banda incluía seu novo single, "Paperback Writer", mas nenhuma música do álbum recém-concluído, Revolver. Frequentemente marcados por apresentações ruins, os shows destacavam a divisão entre o que o grupo conseguia alcançar ao se apresentar ao vivo como um quarteto com amplificação inadequada e a música mais complexa que eles conseguiam criar no estúdio de gravação. Concertos no Circus-Krone-Bau em Munique e no salão Nippon Budokan em Tóquio foram filmados e transmitidos por redes de televisão locais.
A turnê sinalizou uma mudança no fenômeno da Beatlemania, pois medidas severas foram usadas para conter multidões pela primeira vez e a banda se tornou um símbolo da divisão social entre o pensamento conservador e liberal. As reservas no Budokan, um local reservado para artes marciais, ofenderam muitos tradicionalistas no Japão, resultando em ameaças de morte aos Beatles e uma presença policial reforçada durante toda a estadia. Em Manila, a não presença da banda em um evento social promovido por Imelda Marcos provocou uma reação hostil de cidadãos leais ao regime de Marcos, autoridades governamentais e militares. Os Beatles e sua comitiva foram maltratados ao tentar deixar o país e forçados a entregar grande parte dos lucros dos dois shows do grupo no Rizal Memorial Stadium.
Em seu retorno a Londres, os Beatles foram francos em sua condenação às Filipinas. Como resultado dos eventos em Manila, a banda perdeu a confiança em seu empresário de longa data, Brian Epstein, e tomou a decisão de encerrar sua carreira como artistas ao vivo naquele ano. Por outro lado, a estadia em Tóquio estabeleceu um vínculo duradouro entre os Beatles e o Japão, onde cada um dos membros da banda visitou ou se apresentou nas décadas seguintes à separação do grupo em abril de 1970.

## Antecedentes
... quando Londres era o melhor lugar do mundo e eles eram as melhores pessoas para se estar, eles tinham que fazer aquilo que menos queriam; eles tiveram que sair. Era verão e estava escrito no evangelho, segundo Brian, que no verão eles saíam em turnê.

– Ex-assistente dos Beatles Peter Brown, 1983
Brian Epstein, o empresário dos Beatles, pretendia que 1966 seguisse o formato dos dois anos anteriores,  nos quais os Beatles fizeram um longa-metragem com um álbum de trilha sonora, fizeram uma turnê pela América do Norte e países selecionados durante os meses de verão,  e então gravaram um segundo álbum para um lançamento antes do Natal.  Após a turnê do grupo pelo Reino Unido em dezembro de 1965, no entanto, os membros da banda decidiram rejeitar o projeto de filme planejado, uma adaptação do romance de Richard Condon, A Talent for Loving, para o qual Epstein havia comprado os direitos do filme.  A banda teve, portanto, três meses sem precedentes, livres de compromissos profissionais.   O grupo retomou o trabalho no início de abril, quando começou a gravar Revolver, um álbum que refletia uma abordagem mais experimental, bem como a crescente divisão entre a música que faziam como artistas ao vivo e seu trabalho de estúdio.  A banda interrompeu brevemente as sessões para se apresentar no NME Poll-Winners Concert em 1 de maio.  
Durante os primeiros meses de 1966,  Epstein organizou reservas para os Beatles tocarem uma série de concertos a partir do final de junho, na Alemanha Ocidental, Japão e Filipinas.  Estas localizações constituíram a primeira etapa de uma digressão mundial que seria retomada a 11 de Agosto, quando o grupo embarcou em sua terceira turnê pelos Estados Unidos.  Ao discutir um possível itinerário em Nova York no dia 3 Em março, Epstein disse que os Beatles provavelmente tocariam na Grã-Bretanha também, mas não fez nenhuma menção às Filipinas.  Concertos na então União Soviética também estavam sob consideração. 
A banda concluiu o trabalho no Revolver em 22 de junho  e voou para Munique no dia seguinte para começar a turnê.  Segundo o autor Jonathan Gould, os Beatles teriam ficado felizes em ficar na Grã-Bretanha em vez de continuar a se apresentar em salas cheias de fãs gritando.  A dedicação da banda em concluir Revolver, juntamente com sua falta de experiência em turnês desde dezembro de 1965, garantiu que eles estivessem mal ensaiados para os shows.   O autor Philip Norman escreve que o conhecimento de que não seriam ouvidos acima da histeria dos seus fãs foi outro fator por trás do fracasso do grupo em ensaiar adequadamente para a turnê. 

## Repertório, pessoal e equipamento da turnê

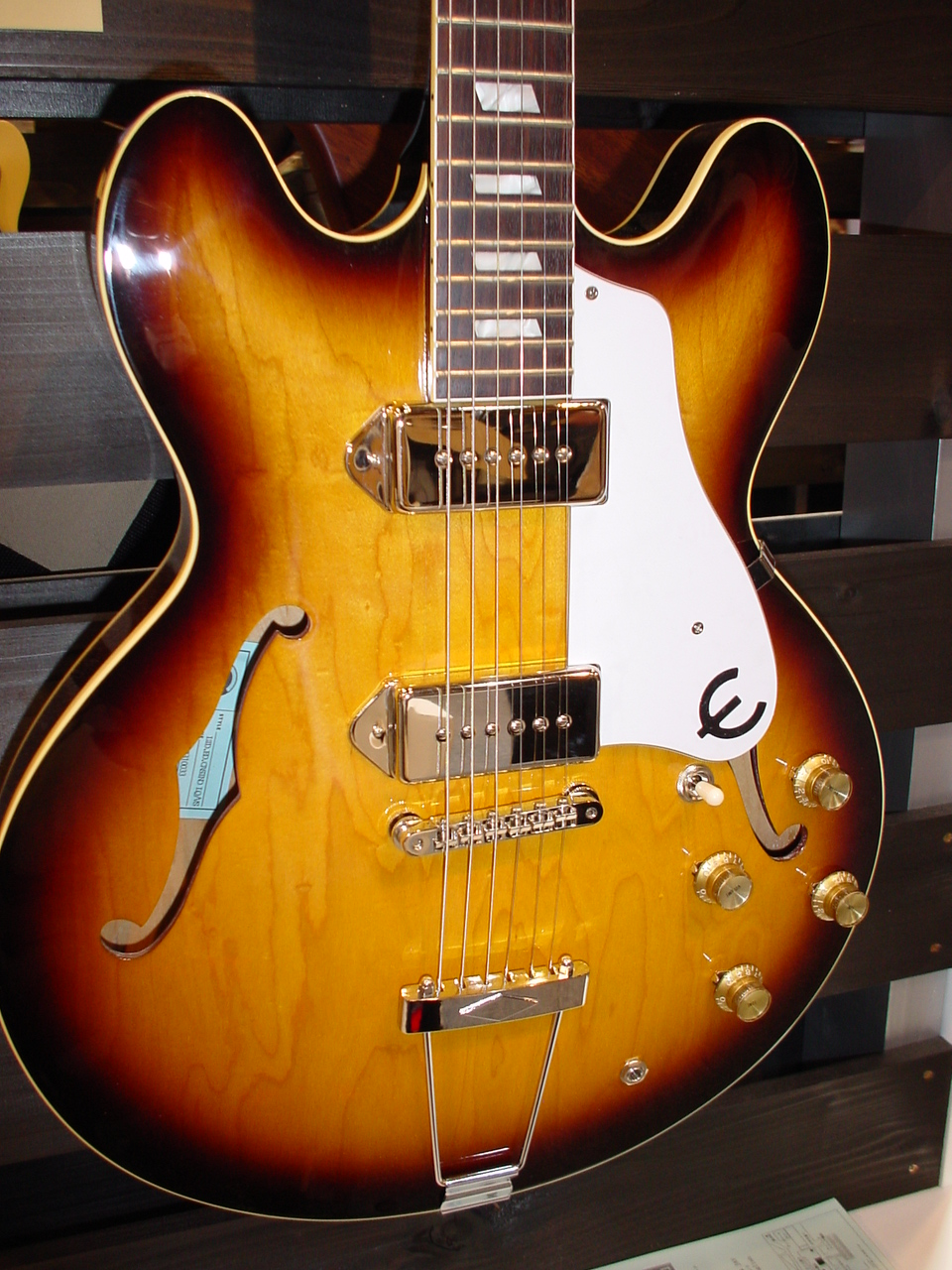
Lennon usou uma Epiphone Casino como sua guitarra de palco pela primeira vez em 1966. Tornou-se seu instrumento de assinatura durante os anos finais da carreira dos Beatles.

Dada a complexidade de suas novas gravações, a banda não incluiu nenhuma das músicas do Revolver em seu setlist de 1966.   O autor e crítico Richie Unterberger escreve que esta omissão foi interpretada como preguiça por alguns comentadores, mas estava de acordo com a política dos Beatles de não executar nenhum material inédito.  Seu single atual, "Paperback Writer", foi incluído, mas assim como nas poucas seleções de Rubber Soul que eles tocaram ao vivo - "Nowhere Man" e "If I Needed Someone" - os Beatles não conseguiram capturar as complexidades da gravação de várias faixas em um show.  O set foi composto por onze músicas e durou pouco mais de 30 minutos. Além da introdução de "Paperback Writer" (no lugar de "We Can Work It Out"), permaneceu relativamente inalterado em relação à turnê de 1965 no Reino Unido.  "Rock and Roll Music" se tornou a música de abertura, enquanto o momento de Ringo Starr como cantor principal, "Act Naturally", foi substituído por "I Wanna Be Your Man".  Os Beatles tocaram "Yesterday" – que antes era uma apresentação solo de Paul McCartney, no violão  – com apoio elétrico de grupo pela primeira vez.   Segundo o autor Jon Savage, "Era um conjunto estranho... Os roqueiros eram intercalados com números lentos ou de ritmo médio, impedindo qualquer excitação de crescer." 
A comitiva dos Beatles era composta por Epstein, o assessor de imprensa Tony Barrow, os road managers Neil Aspinall e Mal Evans e Peter Brown, assistente de Epstein.   Robert Whitaker, um fotógrafo que trabalhou regularmente com os Beatles durante este período,  documentou seu tempo na Alemanha e no Japão. Além disso, Vic Lewis, colega de Epstein e Brown na empresa de gestão NEMS, juntou-se à digressão no Japão,  tendo ajudado a organizar os concertos no Extremo Oriente.  O motorista da banda, Alf Bicknell, também esteve presente em Tóquio e Manila. 
Os principais instrumentos dos Beatles eram as guitarras Epiphone Casino para John Lennon e George Harrison, o baixo "violino" Höfner de McCartney e a bateria Ludwig de Starr.  Depois de adotar a Epiphone como sua guitarra de palco em 1966, começando com o NME Poll-Winners Concert, Lennon continuou a usá-la durante toda a carreira dos Beatles.   [Nota 1] A banda usou novos amplificadores Vox de 100 watts durante toda a turnê.  Harrison tocou sua guitarra Rickenbacker 360/12 em "If I Needed Someone",  enquanto uma foto tirada por Whitaker mostra que a Gibson SG de Harrison e a Rickenbacker 4001 de McCartney também estavam entre as guitarras que eles levaram para o Japão.

## Alemanha Ocidental

### Munique e Essen
Os concertos na Alemanha Ocidental foram os primeiros dos Beatles naquele país desde dezembro de 1962, quando fizeram um show na véspera de Ano Novo como seu último compromisso no Star-Club em Hamburgo.   A principal razão pela qual não regressaram nos últimos quatro anos foi a ameaça de uma reivindicação de paternidade por parte de uma jovem mulher de Hamburgo.  [Nota 2] A visita de 1966 foi apresentada pela Karl Buchmann Productions e patrocinada pela revista Bravo. Por insistência dos Beatles, os locais foram restringidos a uma capacidade máxima de 8.000 lugares, o que significava que a Bravo estava a ter prejuízos com os gastos da digressão.  A banda chegou a Munique no dia 23 Junho, exaustos do seu recente trabalho no estúdio,  e reservados no Hotel Bayerischer Hof, onde deram uma curta conferência de imprensa.   Os atos de apoio para os concertos alemães foram Peter & Gordon, Cliff Bennett and the Rebel Rousers  e The Rattles .  Estes últimos eram um grupo alemão que se apresentou no mesmo circuito em Hamburgo que os Beatles em 1962. 
Os primeiros espetáculos foram realizados no Circus-Krone-Bau de Munique, com capacidade para 3.500 pessoas, às 17h15. pm e 9:00 PM em 24 Junho.  Os Beatles usavam ternos verde-escuros combinando com lapelas de seda, desenhados pela nova boutique do Chelsea, Hung On You.  As 9:00 O programa pm foi filmado pela rede ZDF da Alemanha Ocidental  e transmitido pela primeira vez localmente, em formato editado,  em 5 Julho.  Os Beatles realizaram um raro ensaio nos bastidores antes do concerto.  De acordo com o musicólogo Walter Everett, o filme do concerto de Munique mostra os Beatles geralmente tocando mal em meio ao barulho criado por seus fãs e tentando, com humor, lembrar a letra da música final, "I'm Down".  O autor Steve Turner escreve que a digressão foi marcada por actuações de qualidade média mascaradas por gritos violentos e que, pela primeira vez, as multidões histéricas foram sujeitas a tratamento violento e espancamentos pela força policial do país anfitrião. 
Os Beatles viajavam entre os destinos de trem, acomodados em ônibus de luxo que normalmente eram usados para visitas de chefes de estado internacionais, incluindo a Rainha Elizabeth II no ano anterior.  Depois de chegar a Essen em 25 Junho,  eles fizeram dois shows no Grugahalle da cidade.   Um correspondente da revista Beatles Monthly descreveu os concertos como "assustadores" devido à subjugação dos fãs do grupo pela polícia, usando gás lacrimogêneo e cães de guarda.  A banda viajou então durante a noite para Hamburgo,  onde se hospedaram no Hotel Schloss, um antigo palácio localizado bem ao norte do centro da cidade. 

### Retorno a Hamburgo
A chegada deles a Hamburgo era muito esperada. Foi o público alemão em Hamburgo que percebeu o potencial do grupo e alimentou seu desenvolvimento, de adolescentes amadores inexperientes a profissionais experientes.

– Steve Turner, 2016
O retorno dos Beatles a Hamburgo foi visto como um retorno ao lar devido às suas conexões anteriores com a cidade.   Em 26 Em junho, a banda fez dois shows no Ernst-Merck-Halle, com capacidade para 5.600 pessoas  e se reuniu com velhos amigos como Astrid Kirchherr e Bert Kaempfert, um arranjador e compositor alemão que trabalhou brevemente como produtor dos Beatles.   Lennon foi ouvido dizendo durante um dos concertos Ernst-Merck-Halle: "Não ouçam a nossa música. Somos terríveis hoje em dia."  Entre os presentes no concerto estava o futuro chanceler da Alemanha Ocidental Helmut Schmidt e sua esposa Loki. Uma excursão programada do grupo para St Pauli, a área de Hamburgo onde os Beatles estavam baseados no início da década de 1960, foi cancelada devido ao potencial risco à segurança.  Lennon e McCartney, no entanto, fizeram uma visita noturna a locais familiares ao longo da Reeperbahn em St Pauli.  
Os membros da banda tiveram uma experiência mista em Hamburgo. Harrison disse mais tarde que "muitos fantasmas se materializaram do nada - pessoas que você não necessariamente queria ver novamente, que foram seus melhores amigos em uma noite de bebedeira no Preludin em 1960". McCartney comentou: "Foi como se tivéssemos nos transformado em algo diferente and yet éramos apenas os garotos. Mas we sabíamos e they sabiam que tínhamos ficado famosos nesse meio tempo..."  Os Beatles também estavam cansados das perguntas geralmente inúteis feitas a eles em coletivas de imprensa durante a turnê alemã,  com apenas McCartney tentando agradar os repórteres locais.  Na conferência de imprensa entre os espectáculos em Hamburgo, a impaciência de Lennon era palpável,  levando uma repórter a perguntar por que é que a banda se tinha tornado "tão horrível e esnobe".  Em 27 Em junho, os Beatles e sua comitiva voaram de Hamburgo para o Aeroporto de Heathrow, em Londres, onde embarcaram em um voo da Japan Airlines (JAL) sobre o Polo Norte para Tóquio. 

## Japão

### Preocupações ideológicas e controvérsias
O voo dos Beatles para Tóquio fez uma parada em Anchorage, Alasca, na noite de 27 Junho, hora local, e ficou encalhado devido à presença de um tufão sobre o Japão.  [Nota 3] Epstein providenciou que os Beatles esperassem o atraso no Westward Hotel de Anchorage, onde a presença da banda atraiu instantaneamente uma multidão de fãs locais, que fizeram uma serenata para eles na rua abaixo.  O voo finalmente chegou ao Aeroporto de Haneda, em Tóquio, na madrugada de 29 Junho,  de acordo com um relatório de Dudley Cheke, encarregado de negócios na Embaixada Britânica. Alternativamente, uma hora de chegada por volta das 3:30 estou com 30 Junho é dado pelos biógrafos dos Beatles Barry Miles  e John Winn  e em um artigo do Tokyo Weekender de 2016 sobre a visita. [Nota 4]

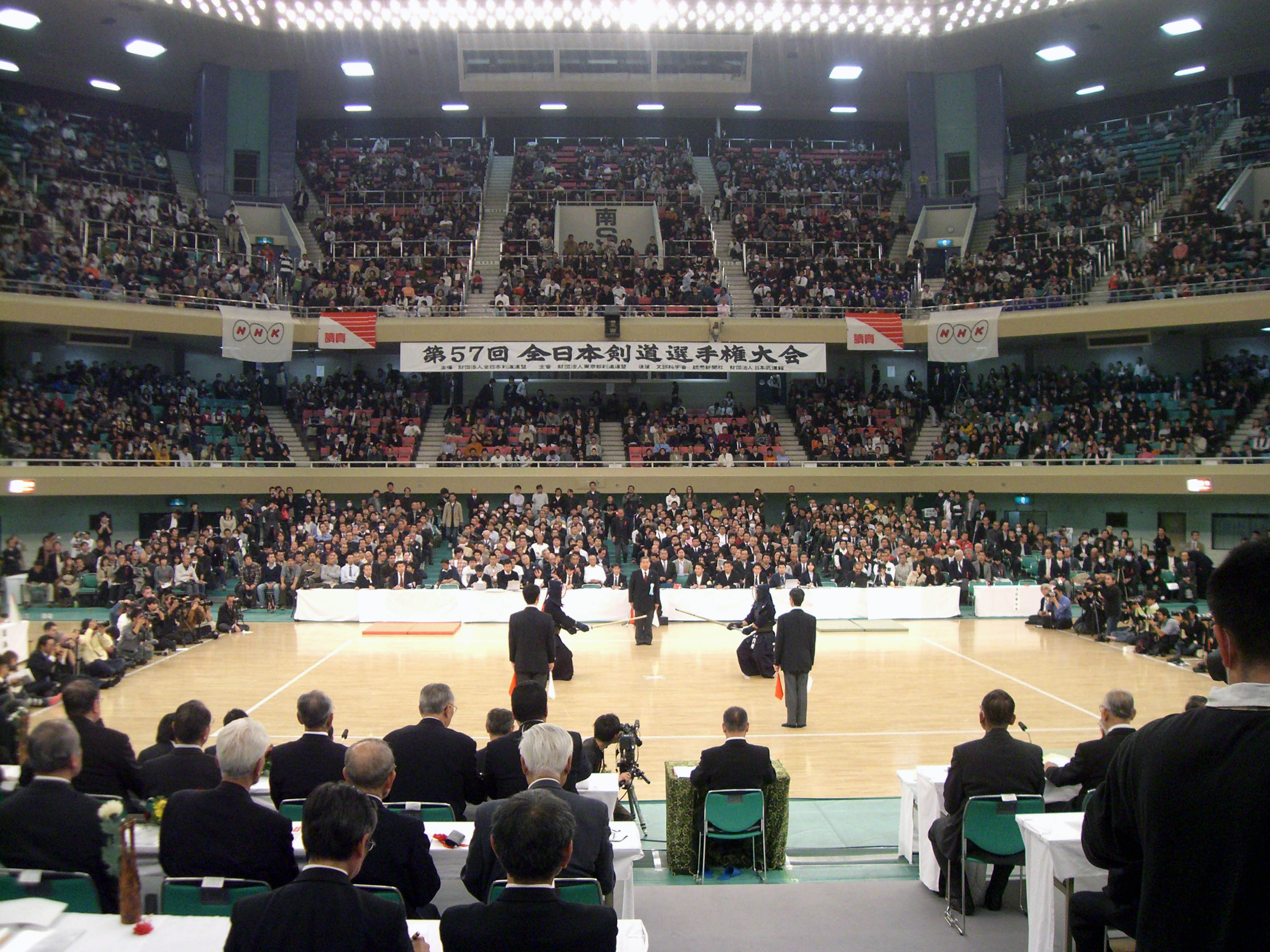
Campeonato Nacional de Kendo, Nippon Budokan, novembro de 2009. Os Beatles foram alvo de ameaças de morte de nacionalistas japoneses quando fizeram os primeiros shows de rock no Budokan.

Os Beatles serviram como embaixadores culturais no Japão,  onde as autoridades viam a banda de forma desfavorável até sua nomeação como MBEs em 1965.  A visita foi objecto de debate nacional e coincidiu com uma época em que o Japão procurava restabelecer a sua identidade cultural, após a derrota do país na Segunda Guerra Mundial.   Enquanto os elementos mais progressistas da população acolheram o espírito de mudança e o otimismo juvenil que os Beatles representavam, os tradicionalistas se opuseram à influência da banda.  Para atender à exigência de Epstein de US$ 100.000 (equivalente a US$ 900.000 em 2023) para cada apresentação, o salão Nippon Budokan com 10.000 lugares foi escolhido; os ingressos custavam o dobro do preço de qualquer ato pop visitante anterior.
O anúncio de que os concertos iriam ter lugar no Budokan – um local reservado às artes marciais, bem como um santuário para os mortos de guerra do Japão – indignou os nacionalistas radicais do país, que prometeram interceder e impedir os procedimentos.  Esta questão, combinada com uma ameaça de morte por escrito que os Beatles receberam enquanto estavam em Hamburgo, garantiu que a segurança em torno do grupo fosse extrema durante toda a sua estadia. [Nota 5] Numa operação comparável às medidas do Japão quando sediou os Jogos Olímpicos de 1964, cerca de 35.000 polícias e bombeiros foram mobilizados para proteger os Beatles. 

### Chegada e confinamento
Os quatro membros da banda desceram da aeronave vestidos com casacos happi com o logotipo da JAL. O seu traje foi um golpe publicitário para a companhia aérea, que, reconhecendo o valor de estar associada ao sucesso financeiro dos Beatles, instruiu um dos seus comissários de bordo da Primeira Classe a garantir que a banda emergisse usando esses casacos tradicionais japoneses.  Diante de uma parede de luzes ofuscantes, os quatro músicos acreditaram estar acenando para uma multidão de fãs, como era habitual quando chegavam a um novo país.  Na verdade, eles estavam cercados por agentes de segurança e apenas vinte membros do público estavam presentes para testemunhar sua chegada. Supervisionados por uma grande presença policial, os fãs da banda foram organizados em grupos ao longo da estrada que levava à cidade.  Em um artigo de destaque de 2016 sobre os shows dos Beatles em Tóquio, o The Japan Times disse que a fotografia do grupo vestido com casacos happi da JAL e descendo do avião se tornou "uma imagem icônica da visita dos Beatles".
Os Beatles foram acomodados na Suíte Presidencial do Tokyo Hilton.  Durante a sua estadia no Japão, os membros da banda ficaram confinados na suíte, além de uma única conferência de imprensa e das apresentações do concerto.   Durante a coletiva de imprensa, realizada na tarde de 30 de junho, Lennon se manifestou publicamente contra a Guerra do Vietnã em nome dos Beatles.  Esta foi a primeira vez que a banda se manifestou contra a guerra em uma de suas coletivas de imprensa,  e seguiu o aviso de Lennon e Harrison a Epstein antes da turnê de que eles não estavam mais preparados para ficar em silêncio sobre esta questão.  
Uma visita de grupo programada para Kamakura em O dia 30 de junho foi cancelado depois que os Beatles souberam que a polícia não poderia garantir sua segurança. Acompanhados por um dos seus empresários, Lennon e McCartney conseguiram aventurar-se a sair em determinado momento,  apenas para serem escoltados de volta ao hotel quando foram descobertos. [Nota 6] Starr lembra que toda vez que os Beatles tinham que sair para um compromisso, o processo era conduzido com precisão de estilo militar por seus anfitriões japoneses. Para aliviar o clima, a banda decidiu atrasar a saída da suíte do hotel, causando consternação para a equipe de segurança preocupada com o tempo. 

### Concertos e recepção
A banda fez o primeiro dos seus cinco concertos  no Budokan no dia 30 Junho. [Nota 7] Os atos de apoio eram todos artistas locais: The Drifters, Yuya Uchida, Isao Bitoh, The Blue Comets,  Hiroshi Mochizuki e The Blue Jeans. Os shows foram patrocinados pelo jornal japonês Yomiuri Shimbun  e promovidos pela Agência Kyodo. Ambos os 30 Apresentação de junho, quando os Beatles estavam vestidos com ternos verde-escuros com camisas vermelhas, e o primeiro show em 1 Julho, quando eles usaram ternos cinza com finas listras laranja desenhados pela Hung On You,  foram filmados em cores pela Nippon TV.  A filmagem foi rapidamente editada pela empresa de televisão e combinada com breves segmentos de filmagens documentais para transmissão, como The Beatles Recital: From Nippon Budokan, Tokyo, às 21h em 1 de julho. 

Na verdade, nenhum acontecimento recente relacionado com o Reino Unido – com a única excepção da Exposição Britânica de 1965 – teve um impacto comparável em Tóquio… A maioria dos comentadores aceitou-os pelo que realmente são – jovens músicos agradáveis, talentosos e perspicazes.

– Michael Stewart, embaixador da Grã-Bretanha em Tóquio, relatando a visita dos Beatles
Enquanto os estudantes ultranacionalistas se manifestavam na cidade e fora do local, a presença policial era especialmente forte dentro e ao redor do palco. Segundo Tony Barrow, a polícia temia que estes estudantes de direita pudessem ter colocado atiradores furtivos na plateia.  O palco em si foi montado em um pódio de 2,4 metros de altura; todos os assentos do andar térreo foram liberados, o que significa que o público ficou restrito ao primeiro e segundo níveis do salão. Os espectadores foram avisados de que qualquer pessoa que se levantasse ou aplaudisse corria o risco de ser presa. Os Beatles sentiram que os policiais uniformizados subjugaram a multidão,   embora a natureza mais reservada dos fãs japoneses, em relação ao público habitual do grupo, também tenha sido um fator.   A banda fez uma apresentação especialmente ruim no dia 30 Junho.   [Nota 8] De acordo com Barrow e Aspinall, o grupo ficou honrado com isso, tendo se acostumado a não se ouvir tocar, e decidiu se apresentar bem durante o restante das datas do Budokan.  
Durante os longos períodos na suíte do hotel, os Beatles colaboraram em uma pintura com tema psicodélico, usando pincéis e tintas fornecidos por um dos comerciantes visitantes, e ouviram uma fita de seu novo álbum.  Whitaker fotografou-os no trabalho e mais tarde comentou: "Nunca os vi mais calmos, mais contentes do que nesta altura. Estavam a trabalhar em algo que deixava as suas personalidades à mostra... Paravam, iam fazer um concerto e depois era: 'Vamos voltar à fotografia!'" [Nota 9] Tendo lutado para encontrar um título para o novo álbum desde a sua chegada a Munique, os Beatles decidiram finalmente por Revolver  e informaram a EMI da sua decisão por telegrama em 2 de julho.  Whitaker lembrou que, apesar das horas de confinamento no Hilton, o clima dentro da banda enquanto estava em Tóquio era "um crescendo de felicidade".
Os Beatles e sua comitiva partiram para Manila, nas Filipinas, via Hong Kong, no meio da manhã do dia 3 Julho.  A imprensa japonesa foi altamente favorável em suas avaliações da visita dos Beatles, com as medidas extremas de segurança e a brevidade das apresentações da banda sendo as únicas áreas de decepção. Em reportagem ao Ministério das Relações Exteriores em Londres, Dudley Cheke escreveu que o ciclone sobre o Japão foi substituído por um "tufão dos Beatles", que "arrebatou a juventude do Japão". Os Beatles representavam uma nova identidade para a juventude do país; na descrição do académico japonês Toshinobu Fukuya, a sua presença tinha sinalizado que "nem sempre era necessário seguir obedientemente os arranjos prescritos pelos adultos; era possível seguir o próprio caminho e ainda assim ter sucesso social e financeiro na vida".  Em 15 de julho, a estadia dos Beatles no Japão foi tema de um artigo na revista Life. 

## Filipinas

### Chegada em Manila

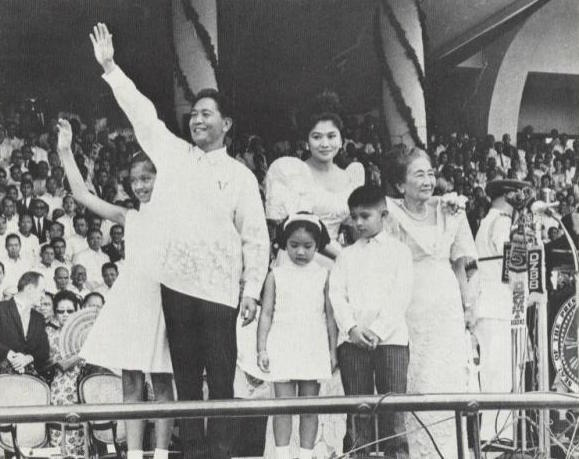
Ferdinando e Imelda Marcos e sua família na posse presidencial em dezembro de 1965. O casal estilizou sua imagem com a de seus antigos colegas americanos John F. Kennedy e Jackie Kennedy, e afirmou ser um grande fã dos Beatles.

Os concertos dos Beatles em Manila eram esperados pela população local a um nível que Gould compara à digressão da banda pela Austrália em 1964, quando todo o país pareceu ver a visita como um evento nacional.  O compromisso do grupo em actuar nas Filipinas reforçou a imagem pró-ocidental do país  e foi especialmente bem recebido pelo presidente recentemente eleito, Ferdinando Marcos, e pela sua esposa Imelda.  Embora o itinerário da turnê dos Beatles originalmente listasse o local como o Araneta Coliseum,  os shows aconteceram no Rizal Memorial Stadium.   Os shows foram promovidos por Ramon Ramos e sua empresa Cavalcade International Productions.  
O voo da Cathay Pacific transportando os Beatles pousou no Aeroporto de Manila às 16h30 em 3 de julho.  As forças policiais e militares do país estavam em estado de alerta máximo comparável à visita do presidente Eisenhower em 1960; observando a prevalência de armas de fogo, um dos Beatles perguntou se havia uma guerra ocorrendo nas Filipinas.  Na descrição de Starr, a atmosfera era “aquela atitude católica/armada/daInquisição Espanhola”.  Enquanto a banda e sua comitiva geralmente recebiam os privilégios concedidos aos diplomatas visitantes, nesta ocasião, os quatro Beatles foram empurrados para um veículo por homens armados vestidos à paisana.   Harrison mais tarde relembrou seu alarme ao serem separados de Epstein, Aspinall e Mal Evans pela primeira vez em uma turnê;  sua preocupação imediata era que, com sua bagagem de mão deixada para trás na pista, a banda seria presa assim que seus suprimentos de maconha fossem descobertos pelas autoridades.   Os Beatles foram levados para a sede da Marinha das Filipinas no porto de Manila e levados a uma conferência de imprensa com a presença de 40 jornalistas.  [Nota 10] Eles foram então escoltados por militares até um iate de luxo de propriedade de Don Manolo Elizalde, um rico industrial filipino, cujo filho de 24 anos  queria dar uma festa para mostrar os Beatles aos seus amigos.  Epstein finalmente alcançou a banda antes que o iate partisse para a Baía de Manila.  Depois de passar várias horas a bordo, ele e os Beatles retornaram à marina  e, às 4h00, chegaram ao Hotel Manila, onde Epstein havia reservado acomodação. 
Os jornalistas musicais Jim Irvin e Chris Ingham referiram-se ao rapto dos Beatles no aeroporto e à detenção no iate como um rapto.  Alternativamente, Turner escreve que, sem o conhecimento de Epstein, foram feitos acordos entre Ramon Ramos e Vic Lewis para que os Beatles passassem a noite no iate, uma vez que isso representava uma opção de segurança melhor do que um hotel na cidade.  [Nota 11] Aspinall, que chegou à marina com a bagagem de mão dos Beatles enquanto eles estavam na baía, disse que o sequestro foi realizado por uma gangue de milícias rivais dos indivíduos que apresentariam os próximos shows. 

### Convite para o Palácio Malacañang
Além de McCartney, que foi passear com Aspinall,  os Beatles dormiram até tarde no dia 4 de julho até serem acordados por seguranças que pretendiam levá-los a uma festa organizada por Imelda Marcos em sua homenagem no Palácio de Malacañang.  O evento estava marcado para as 11:00h sou e foi anunciado na edição do dia anterior do The Manila Times.  Embora os Beatles não soubessem deste anúncio,  Epstein já havia recusado o convite quando eles estavam em Tóquio.  Isto estava de acordo com a sua política desde 1964 relativamente a todas as funções de embaixada ou outras funções oficiais para as quais o grupo era frequentemente convidado durante as suas digressões.   O itinerário de 1966 mencionava apenas que os Beatles poderiam "aparecer" no palácio às 15h a caminho do seu primeiro concerto.  Turner interpreta a formulação casual deste item como Ramos, confrontado com a necessidade de cumprir os desejos de Imelda Marcos, "enterrando o convite nas letras pequenas, esperando um acordo no dia".  [Nota 12]
Quando confrontado por Lewis, que também foi acordado pelos guardas presidenciais naquela manhã,  Epstein rejeitou sua sugestão e a de Leslie Minford, uma encarregada de negócios da Embaixada Britânica, de que os Beatles deveriam abrir uma exceção para a Primeira Dama das Filipinas.  Os Beatles foram igualmente inflexíveis; quando os guardas lhe disseram que o presidente Marcos estava entre os dignitários que aguardavam sua chegada, Lennon retrucou: "Quem é ele?"  A banda soube da ofensa que Imelda Marcos sentiu com sua não aparição enquanto assistia à televisão no hotel antes de sair para o primeiro show.  Foram transmitidas imagens do palácio dos assentos vazios reservados para os quatro Beatles,  crianças chorando de decepção e a Primeira Dama dizendo que os músicos visitantes a decepcionaram.  

### Concertos e reação nacional

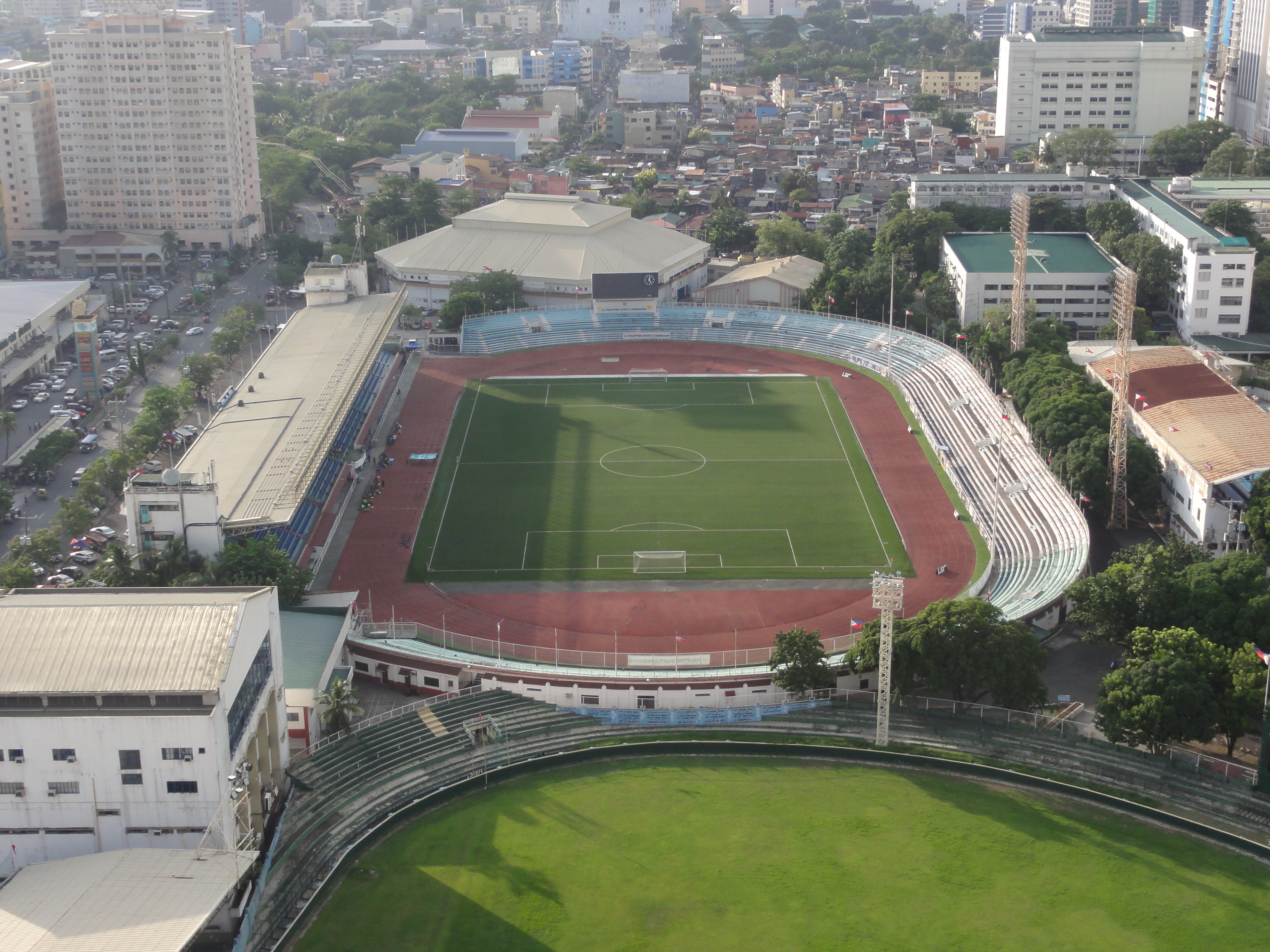
Estádio Memorial Rizal (foto de 2015). Os Beatles fizeram dois shows lá no dia 4 de Jjulho de 1966 para um público combinado de 80.000 fãs.

Os Beatles fizeram o primeiro de seus dois shows no estádio de futebol Rizal às 4:00 PM  diante de uma multidão de 30.000 pessoas.  A banda se apresentou em um pequeno palco atrás de uma cerca de arame.  Pilita Corrales, The Reycards e The Downbeats estavam entre os seis atos de apoio locais.  O segundo show aconteceu às 8h30 PM  e contou com a presença de 50.000 fãs.  O total combinado de 80.000 foi o maior público a ver os Beatles em concerto num único dia. A banda foi bem recebida pelos fãs,  embora o som ruim e a distância do palco fossem um problema para muitos.  [Nota 13] Na sua análise dos concertos, o escritor filipino Nick Joaquin detectou uma falta de entusiasmo na actuação dos Beatles e disse que até os gritos dos fãs "pareciam mecânicos, não de êxtase, mas de exibicionismo".  Outro crítico concluiu: "O som era terrível, os Beatles eram fantásticos." 
Depois de assistir aos contínuos noticiários no hotel, entre os dois shows, Epstein resolveu gravar uma mensagem para explicar o não comparecimento dos Beatles no Palácio Malacañang. A mensagem foi filmada pelo Canal 5, de propriedade do governo, no Hotel Manila. Quando o segmento foi transmitido mais tarde naquela noite, no entanto, o som foi distorcido – um ato aparentemente deliberado – e a explicação de Epstein tornou-se inaudível. Barrow lembra que uma reação contra os Beatles ficou evidente logo após o show noturno em Rizal, quando seu comboio de carros ficou brevemente preso atrás de um portão fechado e cercado por uma grande multidão de "desordeiros organizados".[Nota 14] Como representante do NEMS que havia lidado diretamente com o promotor filipino, Lewis foi levado por policiais durante a noite e submetido a um interrogatório de três horas por seu papel em “esnobar” as Filipinas. Lewis contatou a Embaixada Britânica, onde Minford, em um telegrama ao Ministério das Relações Exteriores, relatou que "um problema técnico sobre o pagamento do imposto de renda filipino" provavelmente atrasaria a partida dos Beatles.  Ameaças de morte contra os Beatles foram relatadas na embaixada e no hotel deles.

### Partida
Os Beatles acordaram cedo no dia 5 Julho em preparação para o voo para Deli, na Índia.   Depois de os seus pedidos de serviço de quarto não terem sido atendidos, Evans desceu à recepção e descobriu que toda a protecção de segurança no interior do hotel tinha desaparecido.  Os jornais da manhã publicaram histórias de primeira página condenando os Beatles por não terem comparecido ao noivado no Palácio de Malacañang.   O grupo turístico enfrentou mais intimidações iniciadas pelos leais a Marcos.   O Bureau of Internal Revenue apresentou uma proposta de imposto sobre os rendimentos dos concertos da banda,  que ainda estavam na posse de Ramos;  isto apesar de uma estipulação no contrato da NEMS com a Cavalcade de que qualquer imposto desse tipo seria pago pelo promotor local.  Toda a assistência do pessoal do hotel foi retirada, assim como qualquer escolta policial no trânsito da cidade, deixando Epstein com a tarefa de ligar com antecedência e implorar ao piloto do voo da KLM para atrasar a decolagem.  A caminho do aeroporto, os seus motoristas filipinos pareciam esquecer-se do percurso;  noutro exemplo do que Aspinall chamou de "obstáculos [colocados] no nosso caminho", um soldado fez com que os seus carros contornassem repetidamente a mesma rotunda de trânsito. 

"Você trata como passageiro comum! Passageiro comum!" eles diziam. Nós dizíamos: "Passageiro comum? Ele não leva chutes, não é?"

– John Lennon, relembrando o tratamento que os Beatles receberam no aeroporto de Manila depois de esnobar inadvertidamente o regime de Marcos
Na descrição de Peter Brown, quando chegaram ao aeroporto, ele parecia um "acampamento militar armado". Além da forte presença do exército, centenas de cidadãos irados alinharam-se no caminho para o edifício do terminal, onde assediaram e empurraram o grupo turístico à medida que cada membro passava.  No interior do terminal, por instruções de Willy Jurado, o gerente do aeroporto,  as escadas rolantes foram desligadas e a banda e a sua comitiva foram privadas de qualquer assistência com instrumentos musicais, amplificadores e bagagem.  A multidão de fora do edifício foi então autorizada a entrar numa área de observação com paredes de vidro, de onde continuaram a sua pregação sobre os Beatles.  O grupo de turistas foi para uma grande sala de embarque, onde homens uniformizados e outros que Harrison reconheceu como os "bandidos" desde a sua chegada a Manila,   começaram a espancá-los, movendo-os de um canto da sala para outro.  Jurado mais tarde se gabou de ter derrubado Epstein no chão e socado Lennon e Starr no rosto, acrescentando: "É o que acontece quando você insulta a primeira-dama".  Junto com Alf Bicknell, Evans recebeu uma surra particularmente completa  depois de intervir para proteger os quatro membros da banda de seus agressores. 
O grupo turístico foi finalmente autorizado a embarcar na aeronave.  Segundo Barrow, o assédio continuou enquanto eles cruzavam a pista que levava aos degraus do avião.  Alguns fãs da banda também estavam presentes;  quando expressaram simpatia pelos Beatles, eles também atraíram o desprezo da multidão.  McCartney lembrou que, tal foi o alívio que sentiram ao entrar na cabine, "Estávamos todos a beijar os assentos".  Um anúncio chamou então Epstein para fora do avião  para finalizar a exigência de impostos não pagos.  Barrow e Evans também foram instruídos a desembarcar.  [Nota 15] Depois de as irregularidades dos seus passaportes terem sido resolvidas,  ambos embarcaram novamente e o avião pôde descolar.  Lewis então entrou em uma discussão acalorada com Epstein sobre a receita do concerto.  Epstein repreendeu Lewis por se concentrar no dinheiro, dada a provação que todos tinham acabado de suportar,  e perguntou-lhe: "Quem foi que estragou o convite para a festa?" 

### Consequências
Logo depois que os Beatles deixaram Manila em 5 de julho, o Presidente Marcos emitiu uma declaração reconhecendo que o grupo não havia desprezado propositalmente a Primeira Família. Ele atribuiu as cenas violentas no aeroporto à reação exagerada dos cidadãos a um “mal-entendido” e anunciou que tinha levantado o imposto sobre os rendimentos da banda nas Filipinas.  Embora Brown, escrevendo em suas memórias de 1983, The Love You Make, tenha dito que a taxa de apresentação dos Beatles foi recebida de Ramos em duas parcelas,  evidências subsequentes sugerem que a banda não foi paga.   Em seu relatório final ao Ministério das Relações Exteriores, Minford mencionou que alguns indivíduos no aeroporto usaram "zelo desnecessário" em relação aos Beatles e ele creditou Benjamin Romualdez, irmão de Imelda Marcos, por resolver o episódio.  [Nota 16]
Escrevendo duas semanas após a visita dos Beatles, Joaquin comentou que as Filipinas foram atraídas pela imagem da banda sem perceber que, por trás da imagem, sua mensagem defendia a individualidade, a aventura e a originalidade em detrimento da tradição e da ordem.  Joaquin citou essa subestimação como a causa dos problemas recentes dos Beatles e comparou a presença do grupo em Manila ao Batman sendo transplantado para Tebas na Grécia Antiga. 

## Parada na Índia
Antes de deixar Londres, Harrison havia combinado desembarcar em Delhi com Aspinall na viagem de volta e comprar um sitar de alta qualidade lá.   Durante a turnê, os outros Beatles decidiram se juntar à dupla,  embora, depois dos problemas em Manila, toda a banda teria preferido retornar a Londres imediatamente.  O avião deles pousou à noite no Aeroporto Palam de Delhi.  Embora os Beatles presumissem que eram desconhecidos na Índia,  foram recebidos por uma multidão de 500 fãs e jornalistas  e forçados a dar uma breve conferência de imprensa.  A estadia de dois dias do grupo em Deli assemelhava-se igualmente às paragens ao longo da digressão em termos de atenção mediática  e de períodos de confinamento no seu hotel,  o Oberoi. 
Em 6 Em julho, a banda conseguiu escapar dos fãs acampados em frente ao hotel e ir para Connaught Place. Lá, eles compraram instrumentos musicais indianos na Lahore Music House  e nos prestigiados fabricantes de instrumentos Rikhi Ram & Sons.  Como sua presença logo atraiu uma multidão de fãs, os Beatles providenciaram que a equipe do Rikhi Ram os visitasse mais tarde no Oberoi Hotel com uma cítara para Harrison, bem como um sarod, tambura e tabla.  A comitiva também fez um passeio por Deli, durante o qual os seus Cadillacs foram perseguidos por um veículo que transportava o chefe do gabinete local da Associated Press.  Depois que o jornalista recebeu um comentário de McCartney sobre a controvérsia em Manila, a excursão continuou para aldeias fora da cidade.  O primitivismo e a pobreza que ali viram foram um choque para a banda.   Starr descreveu a Índia como o primeiro país genuinamente "estrangeiro" que visitou;  Harrison achou preocupante perceber que suas câmeras Nikon, que foram um presente para o grupo de seu promotor japonês, "valiam mais dinheiro do que toda a vila ganharia em uma vida".  Outros locais que visitaram enquanto estavam em Deli incluíram o histórico Forte Vermelho e Qutb Minar. 
No Oberoi, os Beatles discutiram os eventos recentes em Manila e expressaram privadamente sua insatisfação com a gestão de suas turnês por Epstein.  Segundo Brown, quando Aspinall disse que Epstein já estava agendando shows para 1967, Lennon e Harrison insistiram que sua turnê atual seria a última.  Eles transmitiram esta decisão a Epstein no hotel, onde ele estava acamado com febre alta,  ou durante o voo para Londres.  A decisão também foi informada pela crescente insatisfação da banda com os sistemas de som inadequados nos locais onde tocaram e pelas perguntas inúteis que enfrentaram em cada conferência de imprensa. 

## Retorno à Inglaterra e consequências de Manila

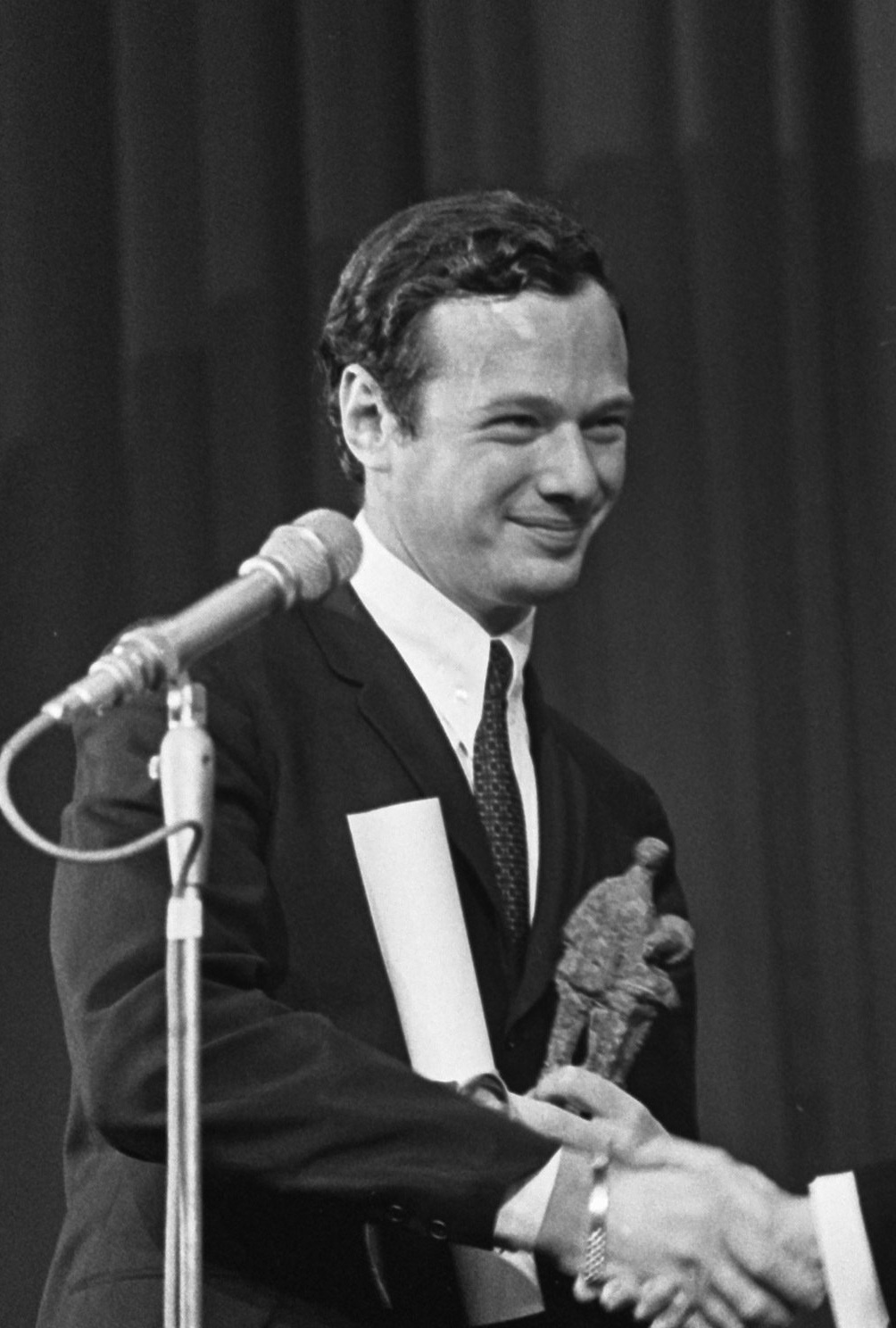
Brian Epstein em outubro de 1965

Os Beatles chegaram ao Aeroporto de Heathrow na manhã de 8 de Julho e imediatamente transmitiram sua amargura sobre Manila em uma entrevista televisiva para a ITV.  Lennon disse que eles "nunca mais iriam a nenhum hospício"  enquanto McCartney acusou seus agressores de serem covardes.  Harrison disse que a única razão para retornar às Filipinas seria lançar uma bomba no país.  Referindo-se a este comentário, Lennon escreveu em uma cópia do itinerário da turnê: "todos nós concordamos silenciosamente".   Starr mais tarde descreveu sua provação em Manila como "a coisa mais assustadora que já aconteceu comigo".  Dois dias após o retorno da banda, foi anunciado que Freddie and the Dreamers haviam cancelado seus próximos shows nas Filipinas, como um gesto de solidariedade aos Beatles. 
Perturbado com a decisão do grupo de interromper a turnê, Epstein foi diagnosticado com febre glandular e foi para um hotel remoto no norte do País de Gales para se recuperar.   Em 5 de agosto, ele foi chamado aos Estados Unidos para amenizar a controvérsia resultante da publicação do comentário de Lennon de que os Beatles haviam se tornado "Mais populares que Jesus".  Quando a turnê mundial de 1966 foi retomada lá em 12 de agosto, a banda foi alvo de proibições de rádio em alguns estados do sul  e de novas ameaças de morte.   De acordo com Barrow, a decisão de parar de fazer turnês depois de 1966 foi tomada sem o consentimento de McCartney e marcou a primeira vez que os Beatles se comprometeram com um curso de ação sem acordo unânime entre os quatro.  McCartney disse que foi finalmente persuadido a aderir ao modo de pensar dos outros após o concerto do grupo em St. Louis,   que teve lugar a 21 de agosto. 

## Legado
Ao longo das décadas desde que os Beatles realizaram os seus primeiros concertos asiáticos em 1966, o Japão continuou a ocupar um lugar significativo no legado da banda. Após conhecer sua segunda esposa, a artista japonesa Yoko Ono, em novembro de 1966, Lennon gostou de visitar o país durante a década de 1970. Em dezembro de 1991, nunca tendo recuperado seu entusiasmo por apresentações ao vivo após as experiências dos Beatles, Harrison realizou sua segunda de apenas duas turnês como artista solo no Japão.  McCartney e Starr têm feito turnês regulares pelo país desde o final da década de 1980.
Após a controvérsia em torno da primeira apresentação de um show de rock no Nippon Budokan em 1966, o salão se tornou o principal local para shows em turnê pelo Japão. Escrevendo no The Japan Times em 2016, Steve McClure disse que as apresentações dos Beatles no salão "conferiram a ele um status quase sagrado na mitologia do rock". Entre os fãs que viram os Beatles se apresentarem estavam os futuros executivos da indústria musical japonesa, Aki Tanaka e Kei Ishizaka. Tanaka descreve os concertos como "um fenômeno social" e os credita por inspirarem "o nascimento de uma verdadeira cena musical rock japonesa", na qual artistas locais escreveram suas próprias canções em vez de apenas fazer covers de canções de rock ocidentais.
Steve Turner comenta sobre a importância da primeira etapa da turnê mundial dos Beatles em 1966 em termos do desenvolvimento do fenômeno da Beatlemania, na medida em que a influência da banda agora incitava "atos potenciais de terrorismo", assim como sua música começou a "alimentar a luta entre conservadores e liberais" nos países que visitavam.  Turner também considera a breve escala na Índia como importante, uma vez que representou a introdução formal do grupo a uma cultura com a qual se tornaram cada vez mais associados ao longo dos dois anos seguintes. 
Durante vários anos, a audiência combinada de 80.000 no Estádio Memorial Rizal em 4 Julho de 1966 foi o mês em que se estabeleceu o recorde mundial para qualquer ato num único dia. Os Marcoses estavam a desfrutar de um período de lua-de-mel em meados da década de 1960 como a Primeira Família ao estilo americano das Filipinas, mas o presidente passou mais tarde a ser visto como um ditador  e, tendo acumulado uma riqueza pessoal de até 10 mil milhões de dólares, fugiu para os Estados Unidos após ser deposto em 1986. Eles foram indiciados por extorsão, embora Imelda Marcos tenha sido absolvida e devolvida às Filipinas, onde enfrentou acusações de corrupção.  Dadas essas revelações, McCartney disse que os Beatles estavam "contentes por terem feito o que fizemos... Devemos ter sido as únicas pessoas que ousaram desprezar Marcos".  Em 2016, nenhum dos antigos Beatles tinha regressado às Filipinas, apesar de uma tentativa do músico filipino Ely Buendia - em resposta à campanha promocional do álbum Postcards from Paradise de Starr de 2015 - de atrair Starr de volta ao país.

## Set list
Segundo Walter Everett (os vocalistas principais aparecem entre parênteses): 
1. "Rock and Roll Music " (John Lennon)
2. "She's a Woman" (Paul McCartney)
3. "If I Needed Someone " (George Harrison)
4. "Day Tripper" (Lennon e McCartney)
5. "Baby's in Black" (Lennon e McCartney)
6. "I Feel Fine" (Lennon)
7. "Yesterday" (McCartney)
8. "I Wanna Be Your Man" (Ringo Starr)
9. "Nowhere Man" (Lennon, com McCartney e Harrison)[Nota 17]
10. "Paperback Writer" (McCartney)
11. "I'm Down" (McCartney)

## Datas da turnê
De acordo com Barry Miles e Walter Everett:
| Data (1966)              | Cidade   | País               | Local                  |
| ------------------------ | -------- | ------------------ | ---------------------- |
| 24 de junho (dois shows) | Munique  | Alemanha Ocidental | Circus-Krone-Bau       |
| 25 de junho (dois shows) | Essen    | Alemanha Ocidental | Grugahalle             |
| 26 de junho (dois shows) | Hamburgo | Alemanha Ocidental | Ernst-Merck-Halle      |
| 30 de junho              | Tóquio   | Japão              | Nippon Budokan         |
| 1 de julho (dois shows)  | Tóquio   | Japão              | Nippon Budokan         |
| 2 de julho (dois shows)  | Tóquio   | Japão              | Nippon Budokan         |
| 4 de julho (dois shows)  | Manila   | Filipinas          | Rizal Memorial Stadium |